# Cornhill
Cornhill is een plaats in het Schotse bestuurlijke gebied Aberdeenshire, dicht bij Banff.

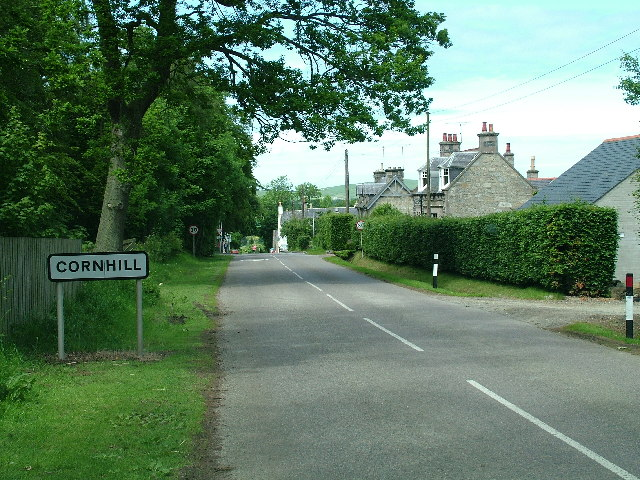
Ingang van het dorp